# Robbie Earl
Robert Wayne Earl, född 2 juni 1985, är en amerikansk professionell ishockeyspelare. Han spelar för närvarande för EHC Biel i NLA. Han är center till positionen.

## Spelarkarriär
Earl föddes i Chicago, Illinois men växte upp i Los Angeles, Kalifornien. Earl sågs som en talangfull spelare som junior. Han valdes i sjätte rundan som nummer 186 i NHL Entry Draft 2004 av Toronto Maple Leafs. Han har spelat nio matcher för Torono samt 38 matcher för Minnesota Wild i NHL och svarat för sex mål och en assist. Han har totalt spelat 313 matcher i American Hockey League (AHL) och noterats för 169 poäng med klubbarna Toronto Marlies och Houston Aeros.
Inför säsongen 2011/2012 flyttade Earl till Europa för spel i den österrikiska högstaligan med klubben EC Salzburg. Påföljande säsong värvades han till Rapperswil i schweiziska ligan NLA. Han svarade för 45 poäng under sin första säsong i Rapperswil. Han spelade dock endast 15 matcher under sin andra säsong med klubben då han blev värvad av konkurrenten EV Zug. Säsongen 2014/2015 svarade han för 45 poäng (varav 19 mål) med Zug. Sammanlagt har han gjort 128 poäng på 142 spelade matcher i NLA.
Den 27 mars 2015 skrev han på ett 1-årskontrakt med Färjestad BK i SHL. Han valde att bryta sitt kontrakt med Färjestad i förtid i januari 2016 för att istället återvända till den schweiziska ligan.

## Statistik

### Klubbkarriär
| 2000–01    | Los Angeles Jr. Kings          | MCA        | 29 | 48 | 22 | 72 | 14 | —  | — | — | —  | —  |
| 2001–02    | U.S. National Development Team | USDP       | 58 | 22 | 16 | 38 | 43 | —  | — | — | —  | —  |
| 2002–03    | U.S. National Development Team | USDP       | 53 | 20 | 13 | 33 | 76 | —  | — | — | —  | —  |
| 2003–04    | University of Wisconsin        | WCHA       | 42 | 14 | 13 | 27 | 46 | —  | — | — | —  | —  |
| 2004–05    | University of Wisconsin        | WCHA       | 41 | 20 | 24 | 44 | 62 | —  | — | — | —  | —  |
| 2005–06    | University of Wisconsin        | WCHA       | 42 | 24 | 26 | 50 | 56 | —  | — | — | —  | —  |
| 2005–06    | Toronto Marlies                | AHL        | 1  | 0  | 0  | 0  | 0  | 3  | 0 | 0 | 0  | 0  |
| 2006–07    | Toronto Marlies                | AHL        | 67 | 12 | 18 | 30 | 50 | —  | — | — | —  | —  |
| 2007–08    | Toronto Marlies                | AHL        | 66 | 14 | 33 | 47 | 56 | —  | — | — | —  | —  |
| 2007–08    | Toronto Maple Leafs            | NHL        | 9  | 0  | 1  | 1  | 0  | —  | — | — | —  | —  |
| 2008–09    | Toronto Marlies                | AHL        | 36 | 2  | 8  | 10 | 28 | —  | — | — | —  | —  |
| 2008–09    | Houston Aeros                  | AHL        | 33 | 4  | 5  | 9  | 26 | 20 | 5 | 4 | 9  | 14 |
| 2009–10    | Houston Aeros                  | AHL        | 41 | 10 | 8  | 18 | 16 | —  | — | — | —  | —  |
| 2009–10    | Minnesota Wild                 | NHL        | 32 | 6  | 0  | 6  | 6  | —  | — | — | —  | —  |
| 2010–11    | Houston Aeros                  | AHL        | 69 | 24 | 31 | 55 | 42 | 24 | 5 | 7 | 12 | 20 |
| 2010–11    | Minnesota Wild                 | NHL        | 6  | 0  | 0  | 0  | 0  | —  | — | — | —  | —  |
| 2011–12    | EC Red Bull Salzburg           | EBEL       | 45 | 22 | 28 | 50 | 70 | 6  | 4 | 3 | 7  | 6  |
| 2012–13    | Rapperswil-Jona Lakers         | NLA        | 48 | 22 | 23 | 45 | 48 | —  | — | — | —  | —  |
| 2013–14    | Rapperswil-Jona Lakers         | NLA        | 15 | 7  | 2  | 9  | 10 | —  | — | — | —  | —  |
| 2013–14    | EV Zug                         | NLA        | 31 | 13 | 16 | 29 | 16 | 6  | 1 | 3 | 4  | 2  |
| 2014–15    | EV Zug                         | NLA        | 48 | 19 | 26 | 45 | 34 | 6  | 1 | 1 | 2  | 4  |
| NHL totalt | NHL totalt                     | NHL totalt | 47 | 6  | 1  | 7  | 6  | —  | — | — | —  | —  |

### Internationellt
| År            | Lag           | Turnering     |               | Matcher | Mål | Assist | Poäng | Utv |
| ------------- | ------------- | ------------- | ------------- | ------- | --- | ------ | ----- | --- |
| 2003          | USA           | U18-VM        | 6             | 2       | 2   | 4      | 8     |     |
| Junior totalt | Junior totalt | Junior totalt | Junior totalt | 6       | 2   | 2      | 4     | 8   |